# Champagne VD
| VD ist das Kürzel für den Kanton Waadt in der Schweiz. Es wird verwendet, um Verwechslungen mit anderen Einträgen des Namens Champagne zu vermeiden. |

Champagne ([ʃɑ̃paɲ], im einheimischen frankoprovenzalischen Dialekt [(a) tsɑ̃ˈpaɲə]) ist eine politische Gemeinde im Distrikt Jura-Nord vaudois des Kantons Waadt in der Schweiz.

## Geographie

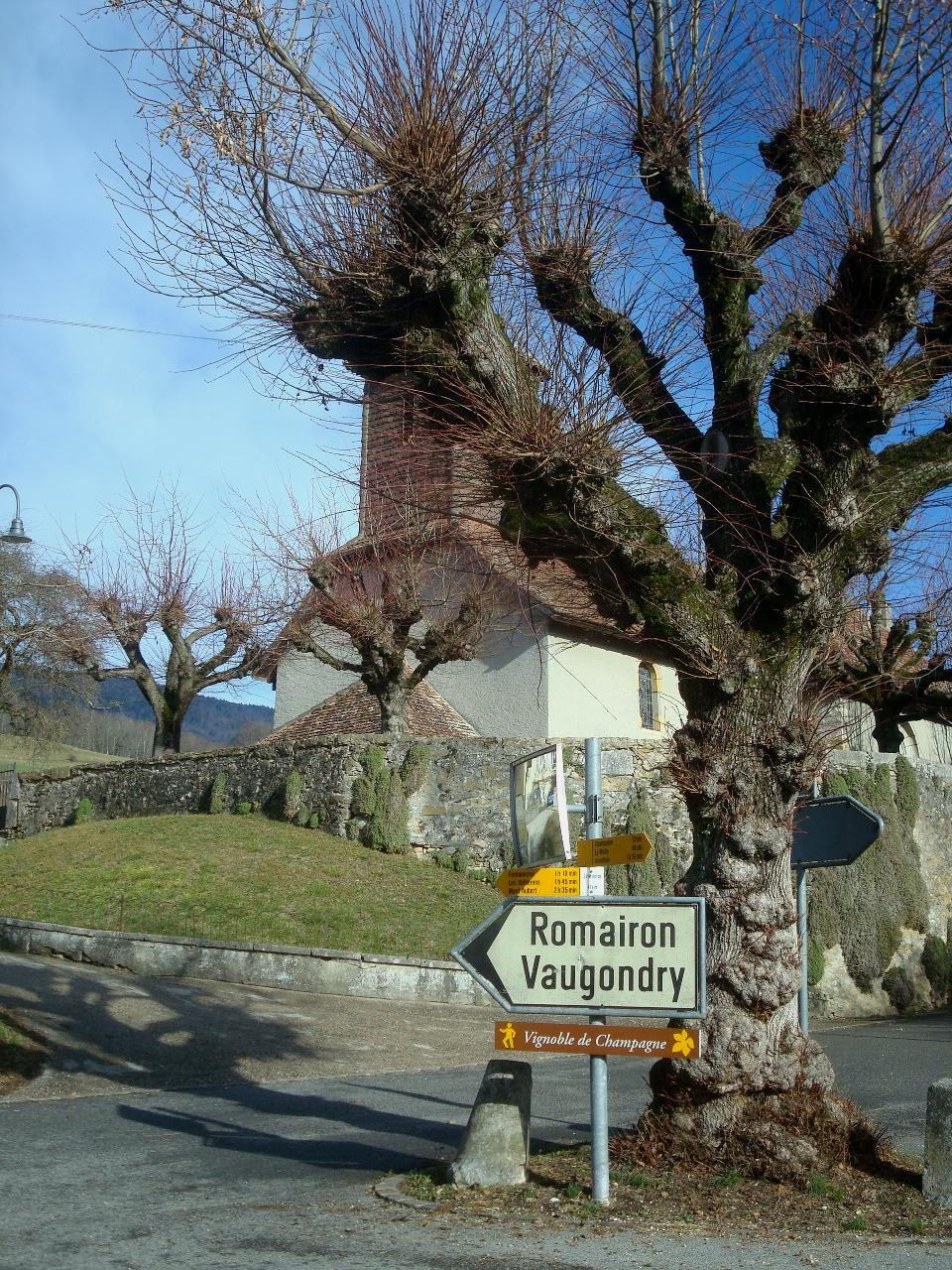
Wegverzweigung im Zentrum der zum Dorf Champagne gehörenden Siedlung Saint-Maurice

Luftbild (1954)

Champagne liegt auf 457 m ü. M., 6 km nordnordöstlich der Bezirkshauptstadt Yverdon-les-Bains (Luftlinie). Das Dorf erstreckt sich am Jurasüdfuss, am Rand der Talniederung des Arnon, rund 1,5 km vom Ufer des Neuenburgersees entfernt.
Die Fläche des 3,9 km² grossen Gemeindegebiets umfasst einen Abschnitt am Jurasüdhang. Die südliche Grenze bildet der Flusslauf des Arnon. Nach Norden erstreckt sich der Gemeindeboden über die breite Talniederung und die Erhebung Les Biolez, die durch den Dorfbach vom Jurahang getrennt ist. Weiter reicht das Gebiet den Hang der vordersten Jurakette hinauf und umfasst den Wald Grand Bois. Der höchste Punkt von Champagne wird mit 730 m ü. M. unterhalb von Fontanezier erreicht. Von der Gemeindefläche entfielen 1997 8 % auf Siedlungen, 36 % auf Wald und Gehölze, 54 % auf Landwirtschaft, und etwas weniger als 1 % war unproduktives Land.
Zu Champagne gehören die Siedlungen Le Moulin (448 m ü. M.) links des Arnon und Saint-Maurice (471 m ü. M.), nördlich an das Dorf anschliessend, sowie einige Einzelhöfe. Nachbargemeinden von Champagne sind Grandson, Fiez, Fontaines-sur-Grandson, Tévenon und Bonvillars.

## Bevölkerung
Mit 1070 Einwohnern (Stand 31. Dezember 2023), die sich bezeichnenderweise Champagner nennen, gehört Champagne zu den kleineren Gemeinden des Kantons Waadt. Von den Bewohnern sind 90,7 % französischsprachig, 2,8 % portugiesischsprachig und 1,8 % deutschsprachig (Stand 2000). Die Bevölkerungszahl von Champagne belief sich 1850 auf 410 Einwohner, 1900 auf 619 Einwohner. Danach wurde bis 1960 (449 Einwohner) eine Abwanderung verzeichnet, seither ist wieder eine steigende Tendenz zu beobachten.

## Wirtschaft
Champagne war bis Ende des 19. Jahrhunderts ein hauptsächlich landwirtschaftlich geprägtes Dorf. Am Arnon gab es eine Mühle und eine Sägerei. 1871 wurde eine Uhrenfabrik gegründet, die sich heute auf die Herstellung von Präzisionswerkzeugen spezialisiert hat. Weitere Arbeitsplätze bieten eine Biskuitfabrik und das lokale Kleingewerbe an. Noch heute spielt die Landwirtschaft mit Ackerbau und Weinbau eine wichtige Rolle. Aufgrund der bilateralen Verträge zwischen der Schweiz und der EU wurde den Winzern von Champagne verboten, ihren Weisswein unter der Bezeichnung Vin de Champagne zu führen, da die Herkunftsbezeichnung Champagne allein der gleichnamigen französischen Region vorbehalten ist. Der im Ort produzierte Wein wurde darauf in Libre-Champ umbenannt.
Aus demselben Grund bekam später auch eine Bäckerei aus Champagne Rechtsstreitigkeiten mit den französischen Weinbauern. Das Comité interprofessionnel des vins de Champagne klagte 2005 beim Tribunal de Grande Instance, das Aperitif-Gebäck Flûte de Champagne, das seit 1934 unter diesem Namen in Champagne produziert und in Frankreich unter dem Namen Recette de Champagne (= Rezept aus Champagne) vertrieben wird, verwässere die Ursprungsbezeichnung des Weins, und bekam im April 2008 Recht. Die Bäckerei legte Berufung ein, die vom Europäischen Gerichtshof abgewiesen wurde. Eine Motion von Nationalrat Jean-Pierre Grin (SVP), sich für den Namen einzusetzen, lehnte der Bundesrat am 26. November 2008 ab. Schliesslich einigten sich die Konfliktparteien im Januar 2011 auf einen Kompromiss, wonach die Bäckerei auf die Bezeichnung «Flûte de Champagne» verzichtet, aber auf dem Gebäck «1424 Champagne» als Herkunft angeben darf.

## Verkehr
Die Gemeinde ist verkehrsmässig gut erschlossen. Sie liegt 1 km von der Hauptstrasse von Neuenburg nach Yverdon entfernt. An der Hauptzufahrtsstrasse zum Dorf befindet sich die Anschlussstelle Grandson an die Autobahn A5. Die Fortsetzung der A5 nach Nordosten in Richtung Neuenburg wurde 2005 dem Verkehr übergeben. Champagne wird durch die Buslinie von Yverdon nach Gorgier an das Netz des öffentlichen Verkehrs angeschlossen.

## Geschichte
Das Gemeindegebiet von Champagne war bereits zur Römerzeit besiedelt, was durch archäologische Funde aus dieser Zeit bezeugt wird. Gräber mit reichen Schmuckstücken als Grabbeigaben wurden aus der Burgunderzeit entdeckt. Die erste urkundliche Erwähnung des Ortes erfolgte bereits im Jahr 885 unter dem Namen Campania in einer Schenkung Kaiser Karls III. Im Jahr 888 kam der Ort an den Bischof von Lausanne.
Im Mittelalter gehörte das Dorf (1228 Champanes genannt) zum Gebiet der Herrschaft Grandson, dann zu demjenigen der Herrschaft Montagny-le-Corbe, später wieder zu Grandson. Nach 1476 wurde Grandson eine Vogtei unter der gemeinen Herrschaft von Bern und Freiburg. Nach dem Zusammenbruch des Ancien Régime gehörte Champagne von 1798 bis 1803 während der Helvetik zum Kanton Léman, der anschliessend mit der Inkraftsetzung der Mediationsverfassung im Kanton Waadt aufging.

## Sehenswürdigkeiten
Die Pfarrkirche von Champagne steht im Weiler Saint-Maurice. Sie wurde 1697–1699 neu erbaut unter Einbezug von Teilen des Vorgängerbaus (Portal und Seitenkapelle). Das Pfarrhaus stammt von 1561. Im alten Ortskern sind einige Häuser aus dem 18. und 19. Jahrhundert erhalten.

## Bildgalerie

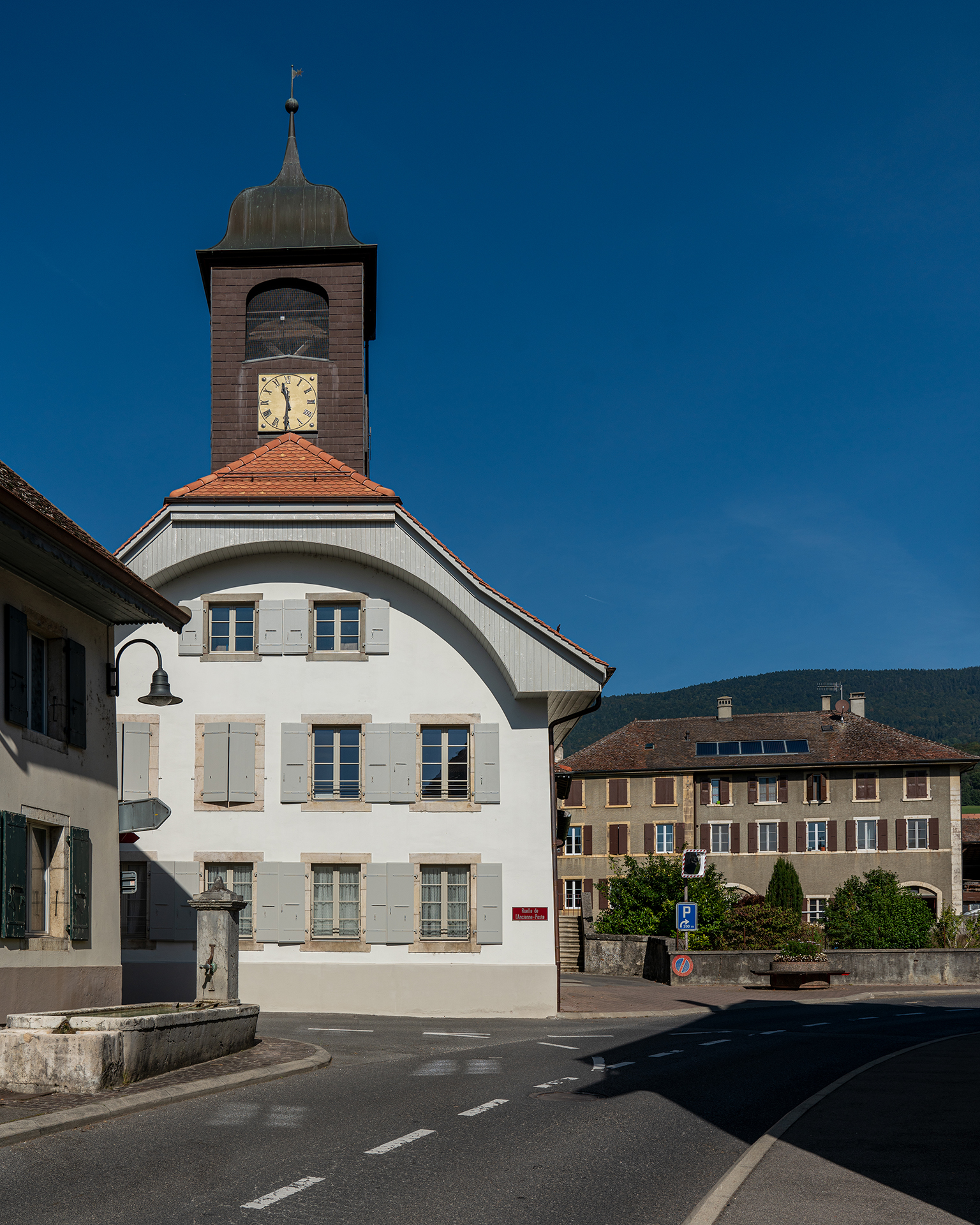
Ehemaliges Schulhaus
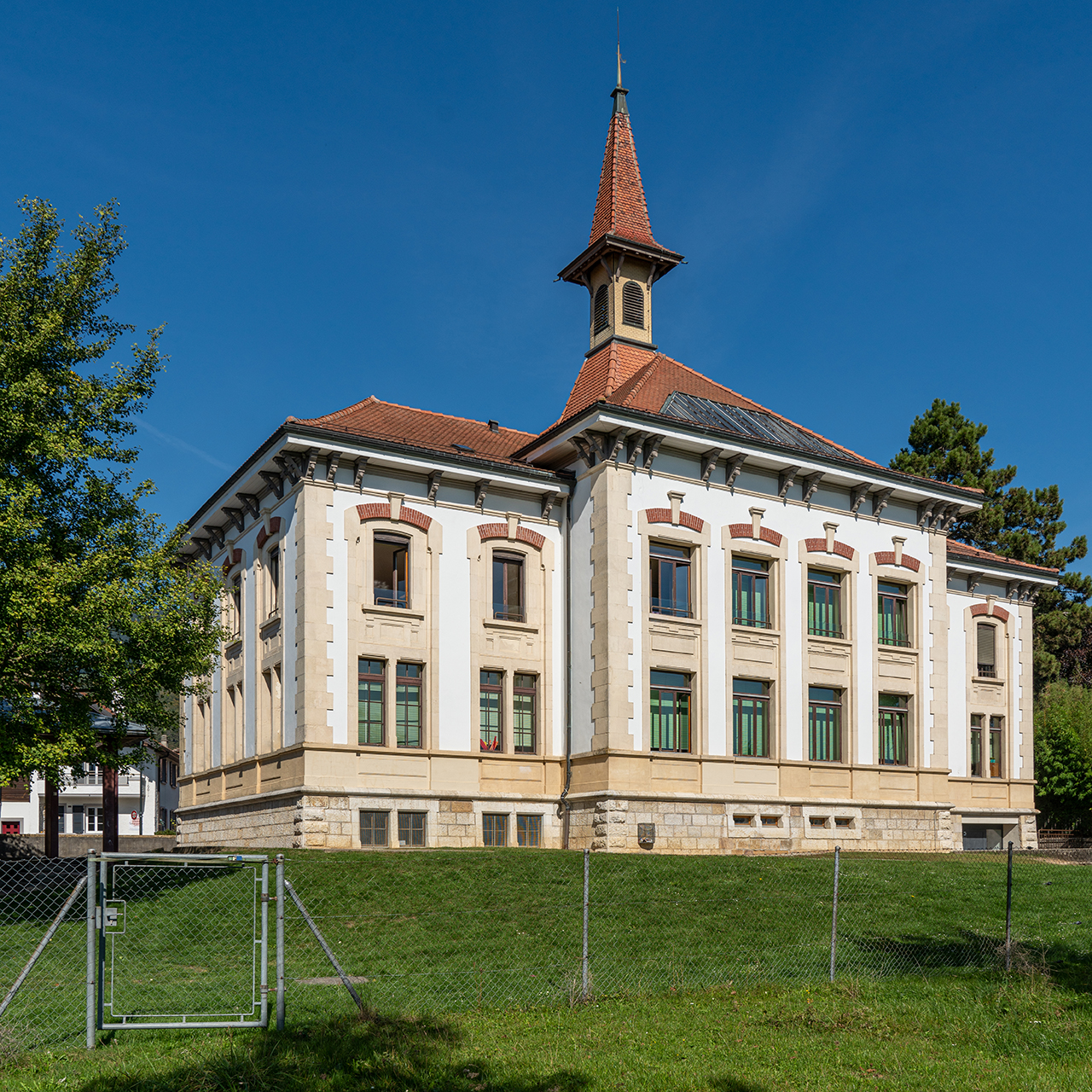
Schulhaus im Heimatstil
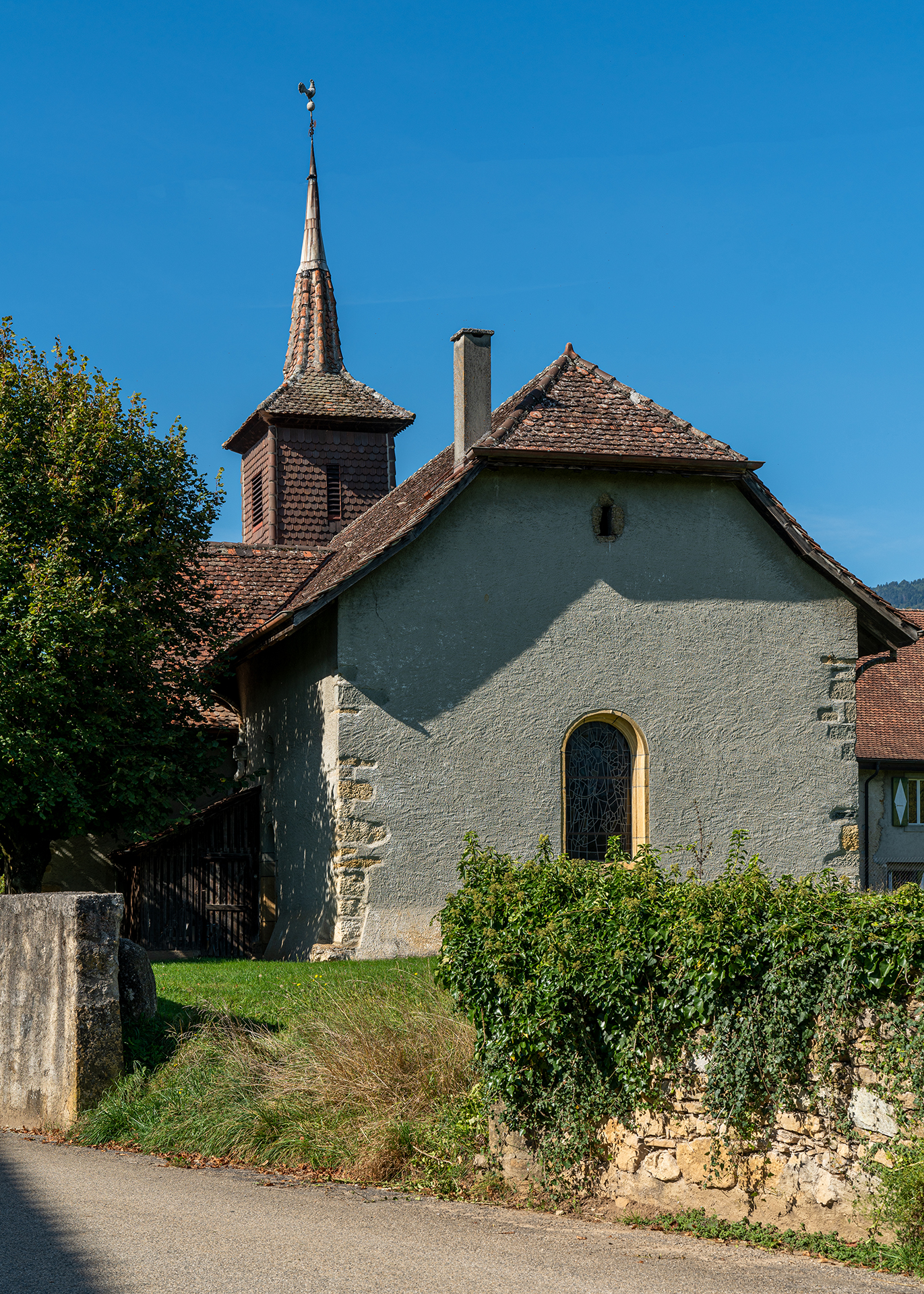
Kirche in Saint-Maurice
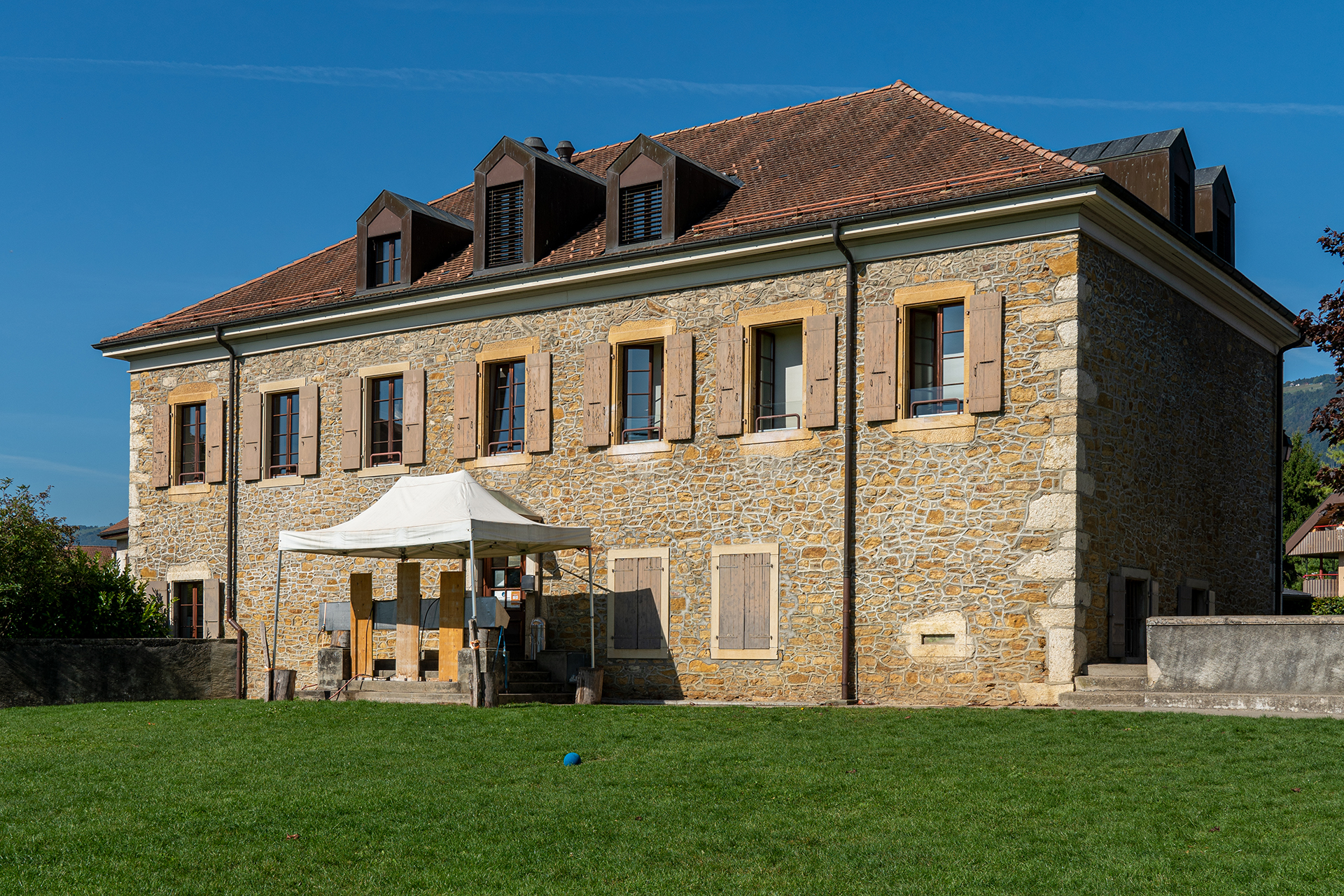
Gemeindeverwaltung
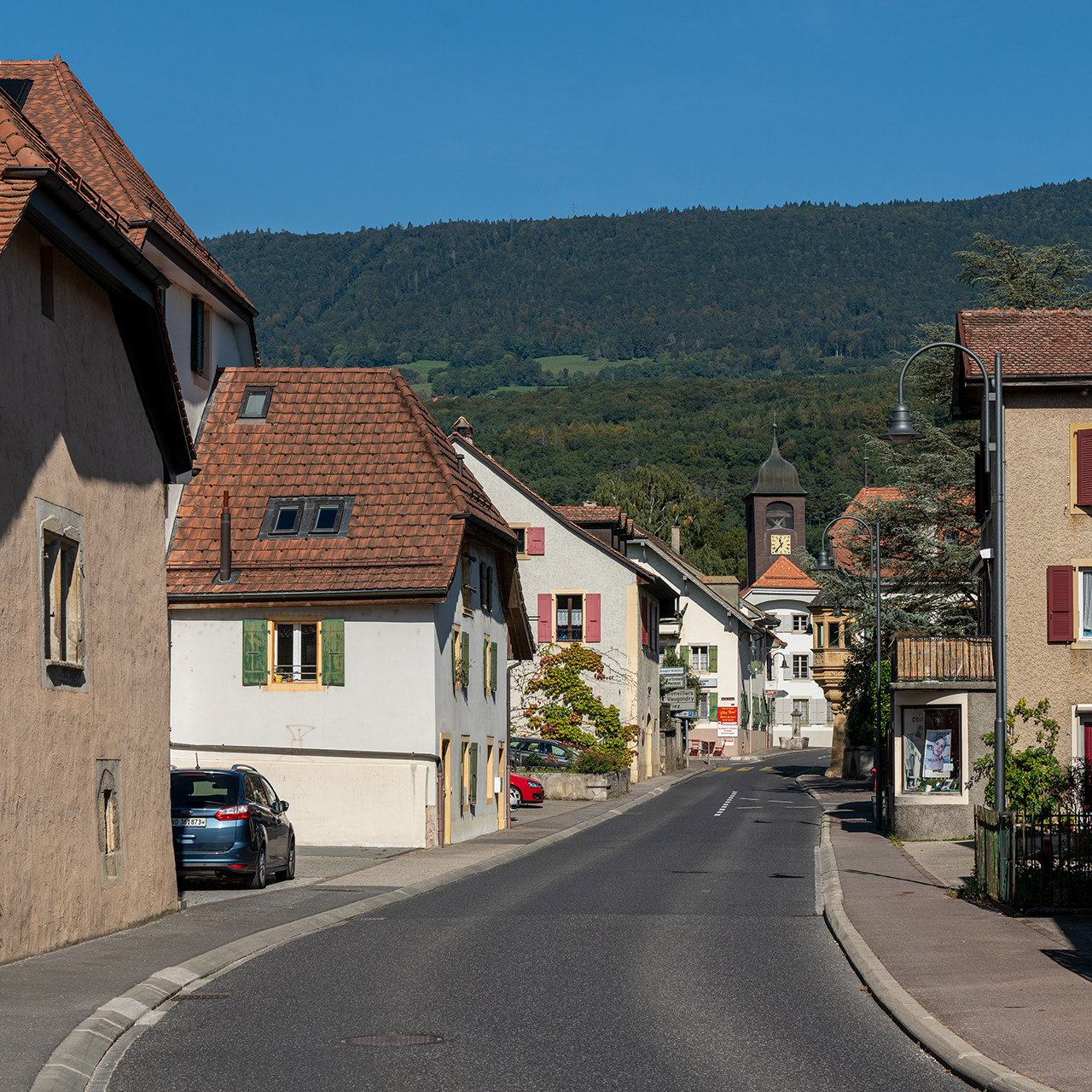
Rue du Village